# خيسوس سانز مونتيس
جيسوس سانز مونتيس (بالألمانية: Jesús Sanz Montes) (و. 1955  م) هو كاهن كاثوليكي إسباني، ولد في مدريد.

## مناصب
تولى منصب Roman Catholic Archbishop of Oviedo ‏ (منذ 21 نوفمبر 2009)
- أسقف كاثوليكي (منذ 14 ديسمبر 2003)
- مطران كاثوليكي
- أسقف أبرشية [الإنجليزية]‏
- Roman Catholic Bishop of Oviedo ‏
- Roman Catholic Bishop of Jaca  [لغات أخرى]‏
- Roman Catholic Bishop of Huesca  [لغات أخرى]‏
- أسقف أبرشية [الإنجليزية]‏

.